# Повстання Такфаріната
Повстання Такфаріната — велике повстання мусуламіїв-нумідійців і маврів у римських провінціях Африка та Нумідія, яке тривало від 17 до 24 року н. е. за часів володарювання імператора Тіберія.

## Хід подій
Приєднання Нумідії після відсторонення імператором Августом від влади царя Юби II (Джуби) у 23 році до н. е. призвело до погіршення становища місцевих племен та посилення римського податкового тиску. Це сприяло поступовому зростанню невдоволення населення. Очікували на лідера, що міг би очолити повстання. Таким став Такфарінат. Про його життя та родину відомо замало. Деякий час служив у допоміжних військах (ауксіларіях) римської армії.
У 17 році нащадок вождів нумідійського племені мусуламіїв Такфарінат внаслідок якогось конфлікту з римлянами залишив табір римської армії та підняв повстання. Основою його тактики була партизанська боротьба. Такфарінат зібрав навколо себе озброєний загін, який навчив військовій справі за римським зразком. Перші успіхи призвело до переходу на бік повсталих племені мусуланіїв. Слідом за цим до повсталих приєдналися маври на чол із Мазіппою та плем'я цинітіїв. Розпочалися численні набіги повсталих у глиб провінцій Африки та Нумідії. У 18 році проконсул Камілл здобув важливу перемогу над військами повсталих, незважаючи на значну чисельну перевагу останніх. Такфарінат вимушений був відступити до кордонів Нумідії з гетулами.
Незважаючи на поразку, у 20 році він відновив боротьбу. Заманивши римлян, Такфарінат раптово нападав на них і потім знову переховувався в степу. Завдяки своїм діям повсталі значно паралізували економічну діяльність в Нумідії та Африці, що спричинило зменшенню відправлення зерна до Риму, де почалось зростання цін на хліб. Такфарінат взяв в облогу римський форт на річці Пагида, де здобув перемогу над римським загоном на чолі із Декрієм внаслідок боягузства легіонерів. Для відновлення дисципліни прокоснул провів децимацію легіонерів, що тікали. Після цього Такфаріанат атакував форт Тала, проте зазнав невдачі. Але у битві при Фале 21 року був сам розбитий проконсулом Луцієм Апронієм. Такфарінат вимушений був тікати в гори Аври. Згодом очільник повсталих вимагав, щоб імператор Тиберій дав йому землі для поселення в країні гетулів.
Після цього Тиберій послав в Африку Квінта Юнія Блеза з 20 тис. легіонерів, який схилив на свою сторону багатьох прихильників Такфаріната, але його самого здолати не зміг. Водночас за наказом Блеза зведено численні форти, що обмежили маневрування повсталих. У 22 році повстанці здійснили невдалу спробу захопити місто Лептіс. Того ж року у полон до римлян потрапив брат Такфаріната. У 23 році Блез повернувся до Риму.
Скориставшись впевненістю римлян у своїй перемозі, повсталі поновили боротьбу. Такфарінат зумів перетягнути низку військових мавретанського царя, лівійців та пунійців. До того ж отримав допомогу від вождя племені гарамантів. У 24 році Такфарінат вимушений був протистояти новому проконсулу Долабеллі, якому на допомогу спрямував війська мавретанський цар Птолемей. Повсталі взяли в облогу важливе місто Тубуск, проте не зуміли захопити — Долабелла відбив напад Такфаріната. Вирішальна перемога над Такфарінатом була здобута у Авзеі завдяки несподіваному нападу на сплячий ворожий табір. Такфарінат, мужньо захищаючись, загинув у цій битві. За іншою версією, немаючи змоги відступити, наклав на себе руки. Син Такфаріната потрапив у полон до римлян.